# タトラK2S
タトラK2Sは、スロバキアの首都・ブラチスラヴァのブラチスラヴァ市電を走る路面電車車両。1970年代から1980年代にかけて導入された2車体連接車のタトラK2を改造した車両である。

## 概要・運用
ビロード離婚を経て分離したチェコやスロバキア各都市の路面電車では、財政難の影響から車両の新造が抑えられた一方、既存の車両の車体や機器の更新が積極的に行われるようになった。その1つが、ブラチスラヴァ市電に1975年から1983年に導入された2車体連接車のタトラK2を改造したK2Sである。1998年以降、以下のような改造工事がパルス・ノヴァ（Pars Nova a.s.）によって行われた。
- 車体修繕・更新 - 長年の使用で老朽化が進んでいた車体や構体に対し、腐食対策を含めた修繕が実施された。また、一部車両についてはT2と同型の車体を新造した上で交換された[1][2][5][6]。
- 乗降扉の変更 - 最初に更新された6両（7101 - 7106）は乗降扉の形状が両開き（プラグドア）に変更されたが、以降に更新された車両は両開き・2枚折戸式となった[1][2][5]。
- 運転室の変更 - 前面をグラスファイバーを用いた新造構体に交換した。デザインはインダストリアルデザイナーのパトリック・コタス（チェコ語版）が手掛けている。また運転台には従来の暖房に加えて冷房装置が追加された他、速度制御の方法が足踏みペダルからハンドルに変更された[1][3][4]。
- 内装の更新 - プラスチック製の座席が滑り止めも兼ねた布張り構造に変更された他、車内照明用の蛍光灯も交換され、車内案内表示装置も設置された。座席下部に設置されていたヒーターは側壁に移設され、性能も強化された[5][3]。
- 制御装置の交換 - 従来のK2は抵抗制御方式のUA12形制御装置を有していたが、これをIGBT素子を用いた電機子チョッパ制御方式の制御装置に交換した。同時に電力が回収可能な回生ブレーキも搭載され、消費電力が大幅に抑えられた。最初に更新された6両（7101 - 7106）はČKDタトラ製のTV14形が用いられたが、同社の倒産後に改造された残りの車両はアルストム（現：セゲレック（英語版））製のTVプログレス（TV Progress）への交換が行われた[3][4][5][7]。
- その他 - 上記に加え、側窓の交換や台車の改造や電動発電機の静的コンバータへの交換、集電装置のシングルアーム式パンタグラフへの交換が実施された[1][5][6]。

車体改造車は1998年から2006年、2009年（7101 - 7125、7135）にかけて26両が導入された一方、車体新造・機器流用車は2007年 - 2009年（7126 - 7134）に9両が製造されており、後者は「新造車両」扱いとなっている。そのうち車体改造車の2両については訓練車としても使用するため、運転台には運転席の隣に教員用の座席も設置されている。この改造により、K2Sの車両寿命は10 - 15年程伸びている。

## ギャラリー

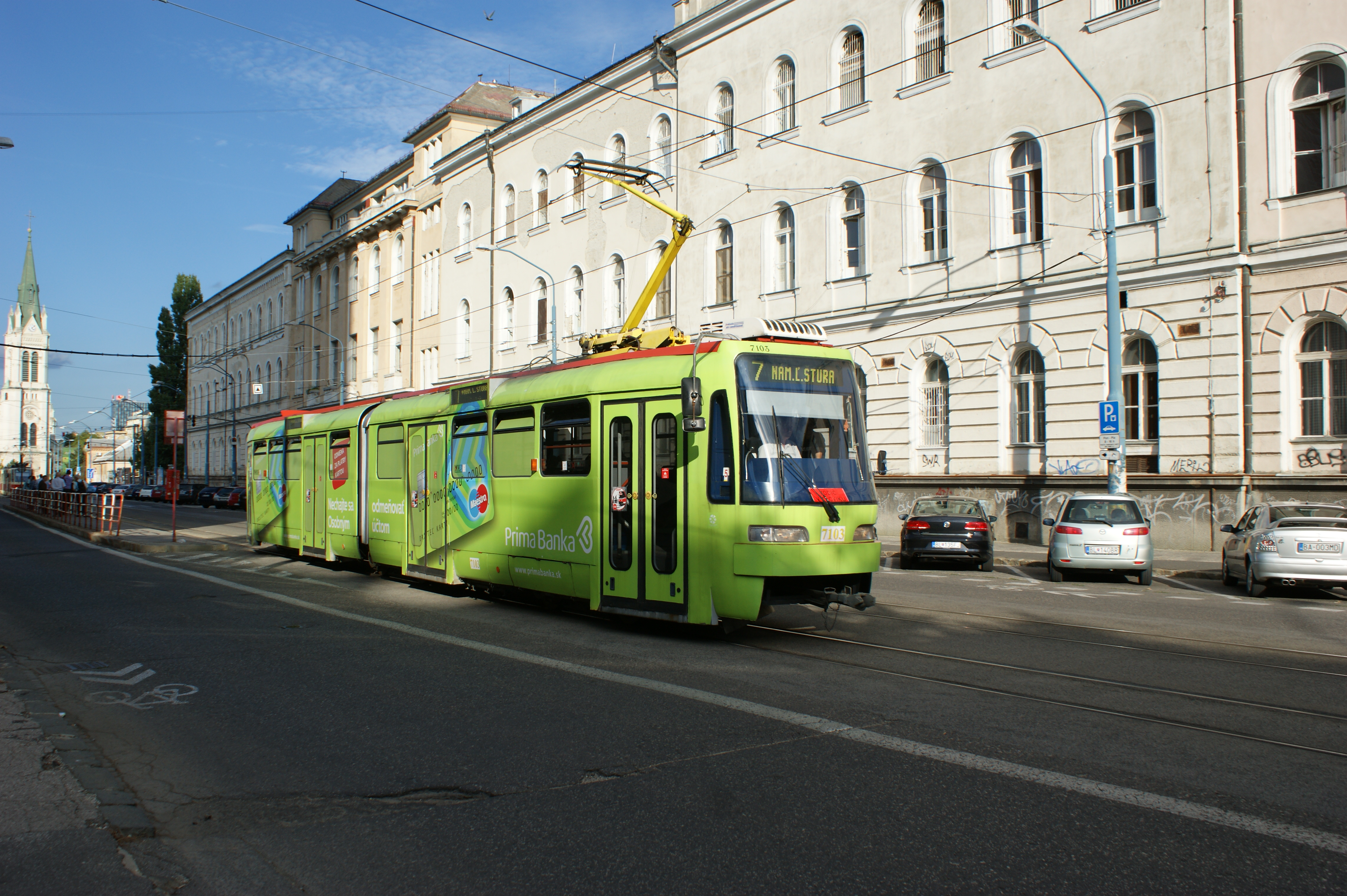
7103（広告塗装、2013年撮影）
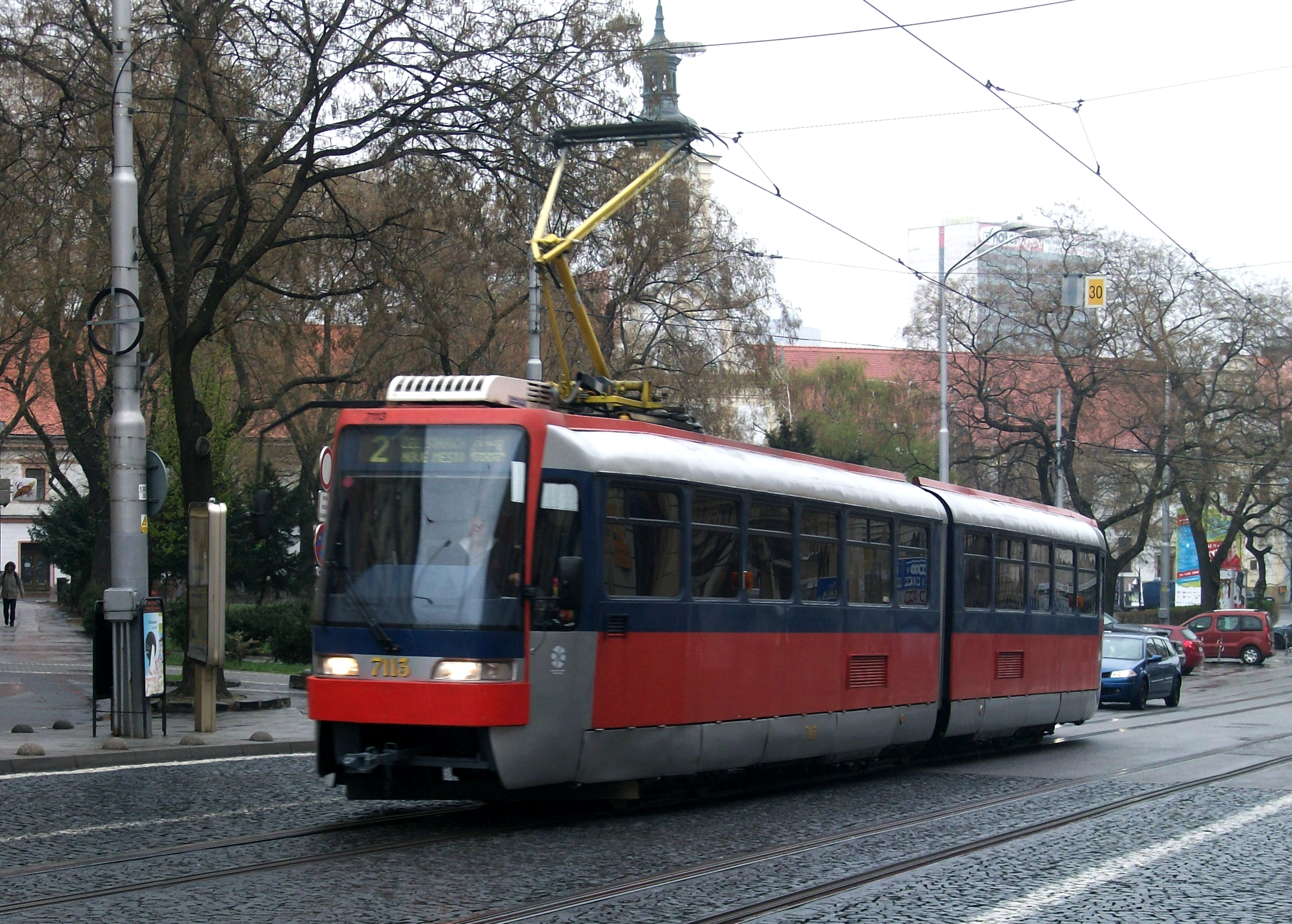
7113（2012年撮影）
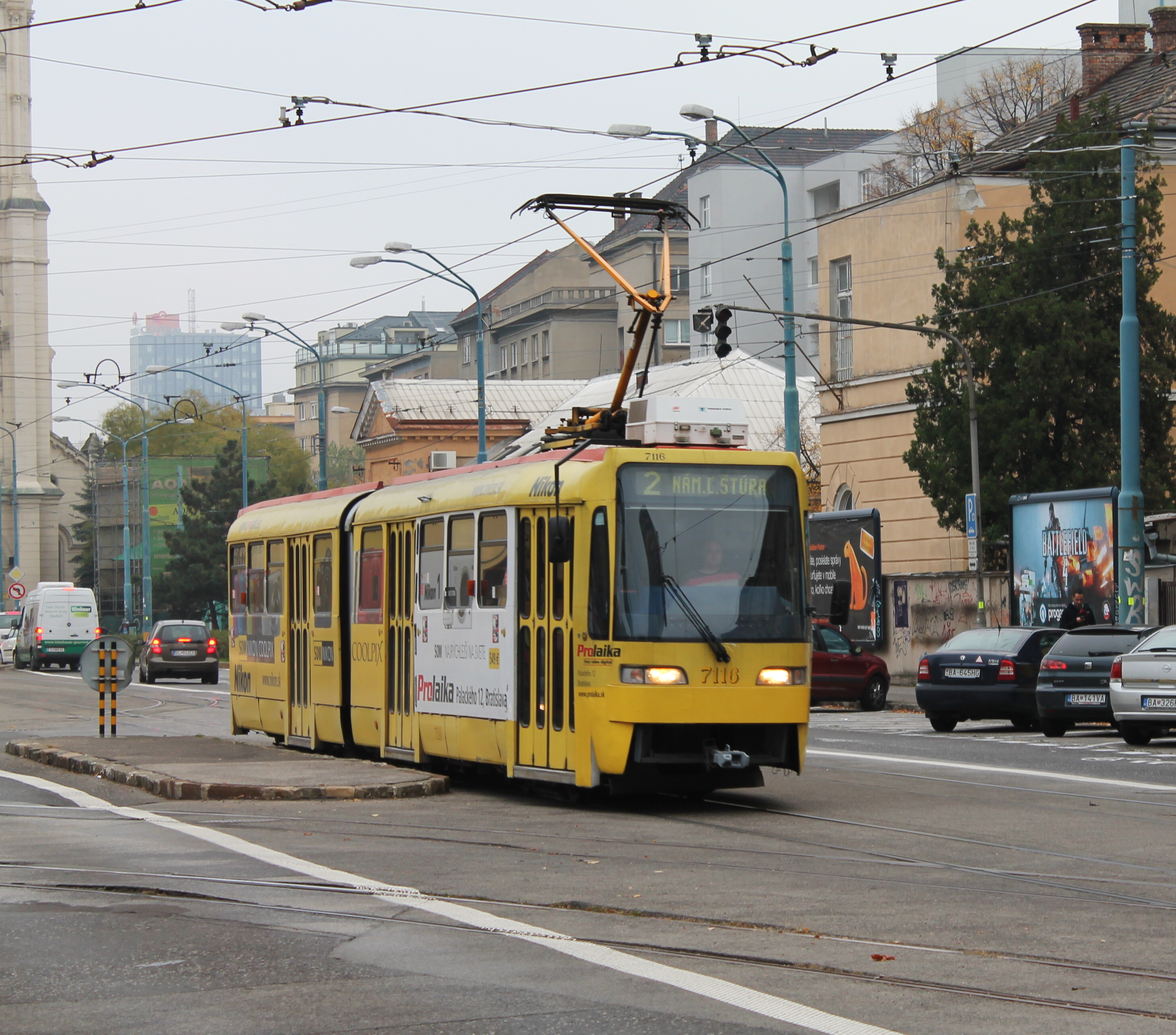
7116（広告塗装、2013年撮影）
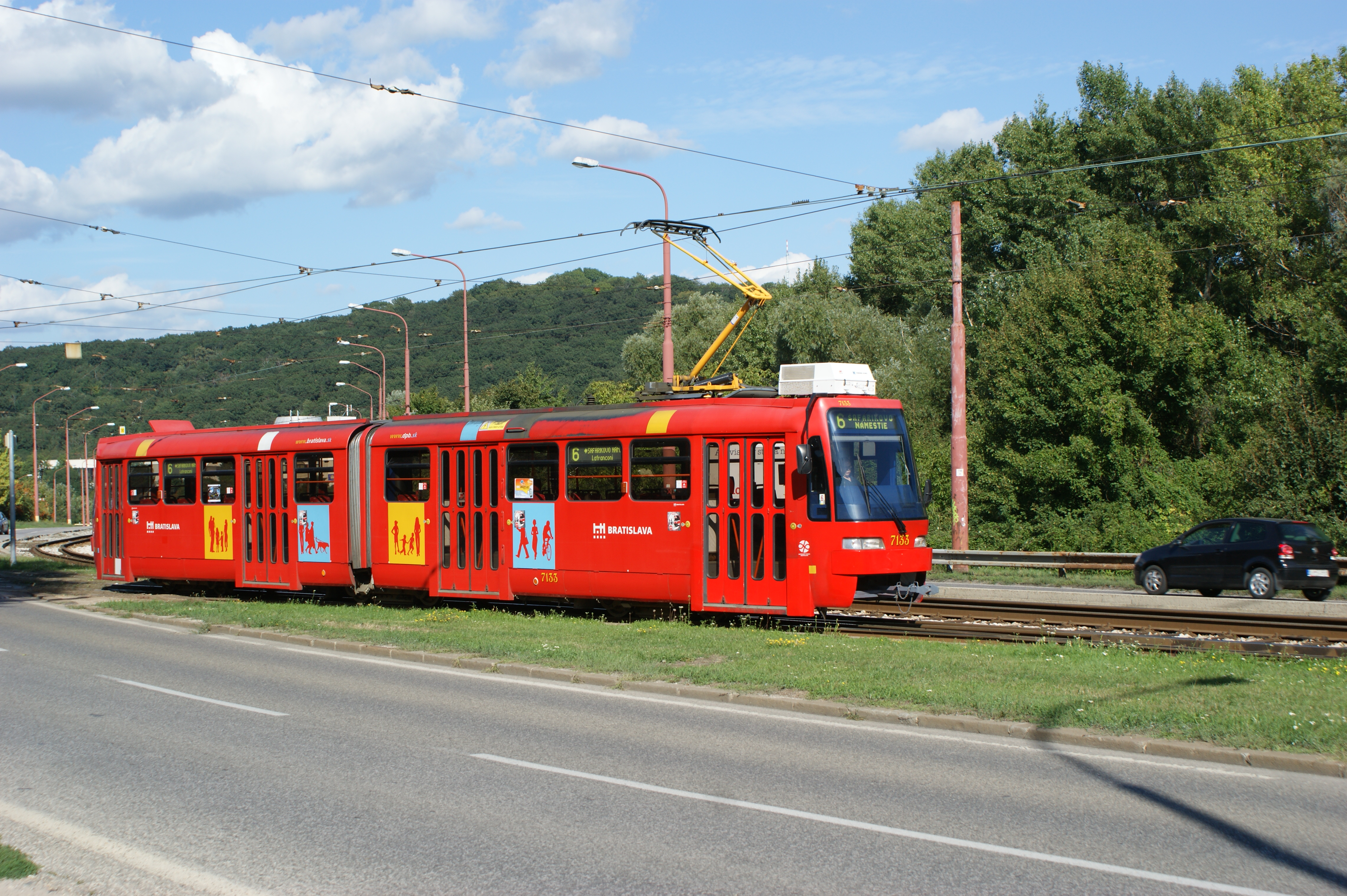
7133（広告塗装、2013年撮影）